# Thar

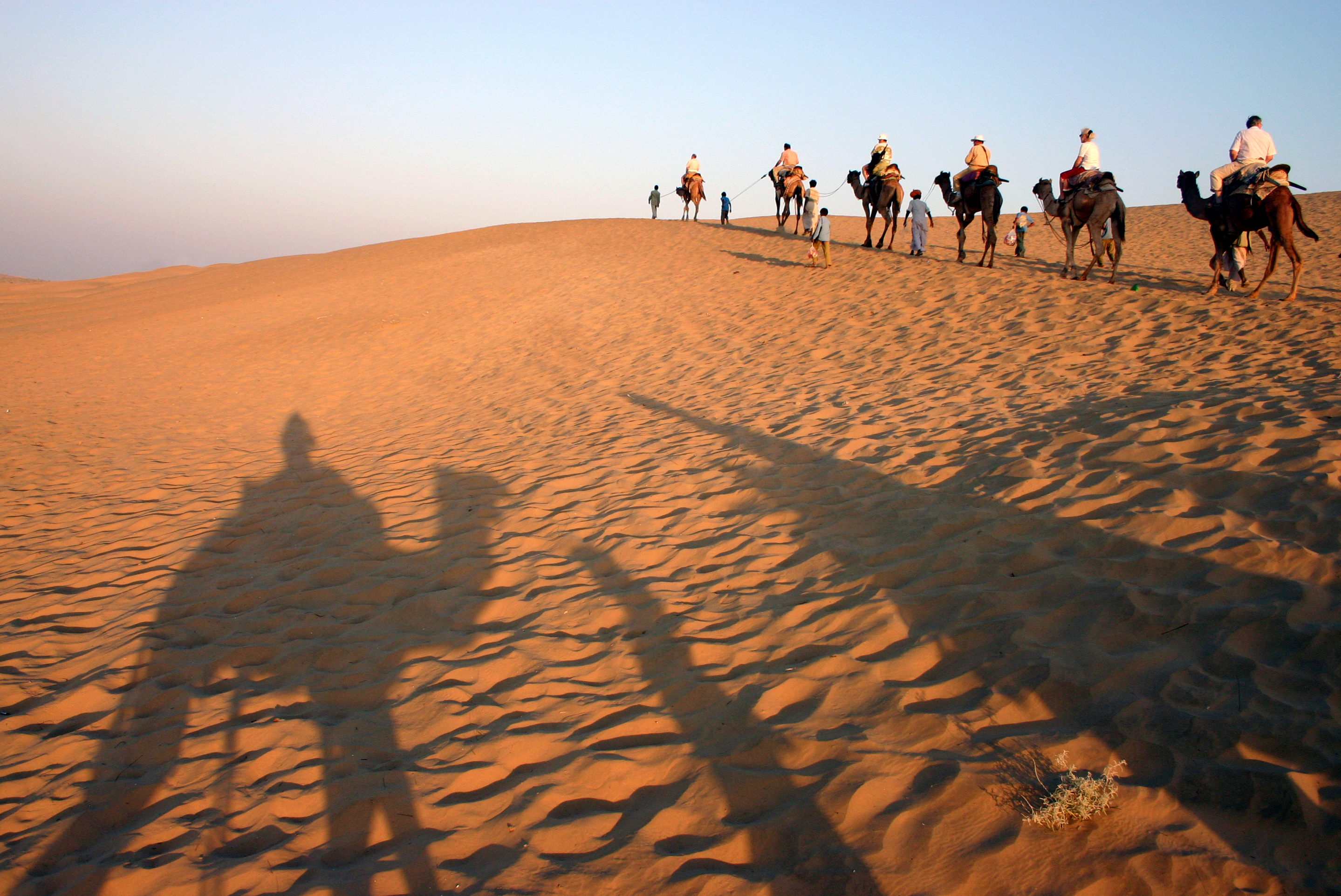
Marele Deșert Indian

Tharr (Marele Deșert Indian) este o regiune de deșert și semideșert în Asia de Sud. El se întinde în regiunea Rajasthan din estul Indiei, la est de cursul inferior al Indului. In sud-estul Pakistanului deșertul Thar se continuă cu deșertul Cholistan care se întinde în sud-estul provinciei Punjab și estul provinciei Sindh din Pakistan. Ambele deșerturi sunt formate din regiuni de deșerturi nisipoase și regiuni de semideșert cu tufișuri țepoase, care ocupă o suprafață de  273.000 km².